# Liste der Kulturdenkmale in Dittelsdorf

Lage des Ortsteils

In der Liste der Kulturdenkmale in Dittelsdorf sind die Kulturdenkmale des Zittauer Ortsteils Dittelsdorf verzeichnet, die bis April 2019 vom Landesamt für Denkmalpflege Sachsen erfasst wurden (ohne archäologische Kulturdenkmale). Die Anmerkungen sind zu beachten.

## Liste der Kulturdenkmale in Dittelsdorf
| Bild                                    | Bezeichnung | Lage                                              | Datierung                                                                                         | Beschreibung | ID       |
| --------------------------------------- | --- | ------------------------------------------------- | ------------------------------------------------------------------------------------------------- | --- | -------- |
|                                         | Wohnhaus | Am Angel 1 (Karte)                                | Um 1790                                                                                           | Obergeschoss strebenreiches Fachwerk, ehemaliges Umgebindehaus, hausgeschichtlich, straßenbildprägend und baugeschichtlich von Bedeutung | 09271109 |
|                                         | Wohnhaus (Umgebindehaus) | Am Angel 2 (Karte)                                | Um 1790                                                                                           | Hausgeschichtlich und baugeschichtlich von Bedeutung | 09271287 |
| Direkt Bild zu diesem Denkmal hochladen | Alte Schule | Am Angel 3 (Karte)                                | 1830                                                                                              | Ortsgeschichtlich von Bedeutung | 09271309 |
| Weitere Bilder                          | Wohnhaus (Umgebindehaus) | Am Angel 4 (Karte)                                | 1798                                                                                              | Baugeschichtlich, straßenbildprägend und hausgeschichtlich von Bedeutung, bedeutendes Umgebindehaus (Langständerbau mit Kreuzstreben), schönes Eingangsportal | 09271322 |
| Direkt Bild zu diesem Denkmal hochladen | Wohnhaus (Umgebindehaus) einer ehemaligen Gärtnerei | Am Angel 6 (Karte)                                | Bezeichnet mit 1872                                                                               | Baugeschichtlich und hausgeschichtlich von Bedeutung, ständerreiches Fachwerk | 09271336 |
|                                         | Wohnhaus (Umgebindehaus) | Am Angel 7 (Karte)                                | Anfang 18. Jahrhundert                                                                            | Baugeschichtlich und sozialgeschichtlich von Bedeutung, Kreuzstrebenumgebinde | 09271347 |
| Weitere Bilder                          | Wohnhaus (Umgebindehaus) | Am Angel 9 (Karte)                                | 1818                                                                                              | Baugeschichtlich, straßenbildprägend und hausgeschichtlich von Bedeutung, Doppelstubenumgebinde | 09273738 |
|                                         | Wohnhaus (Umgebindehaus) | Am Angel 10 (Karte)                               | Um 1790                                                                                           | Baugeschichtlich, straßenbildprägend und sozialgeschichtlich von Bedeutung | 09273739 |
| Weitere Bilder                          | Wohnhaus | Am Angel 11 (Karte)                               | Nach 1800                                                                                         | Obergeschoss Fachwerk, ehemaliges Umgebindehaus, baugeschichtlich und hausgeschichtlich von Bedeutung | 09273740 |
| Weitere Bilder                          | Wohnhaus (Umgebindehaus) | Am Angel 12 (Karte)                               | Um 1800                                                                                           | Baugeschichtlich, straßenbildprägend und hausgeschichtlich von Bedeutung, Kreuzstrebenumgebinde und Doppelstubenhaus | 09273741 |
| Direkt Bild zu diesem Denkmal hochladen | Wohnhaus | Am Gebirge 1 (Karte)                              | Anfang 18. Jahrhundert                                                                            | Obergeschoss Fachwerk, ehemaliges Umgebindehaus, baugeschichtlich und hausgeschichtlich von Bedeutung | 09271588 |
| Direkt Bild zu diesem Denkmal hochladen | Wohnhaus (Umgebindehaus) | Am Gebirge 3 (Karte)                              | 1. Hälfte 18. Jahrhundert                                                                         | Baugeschichtlich und sozialgeschichtlich von Bedeutung | 09271590 |
| Direkt Bild zu diesem Denkmal hochladen | Wohnhaus (Umgebindehaus) | Am Gebirge 5 (Karte)                              | 1. Hälfte 18. Jahrhundert                                                                         | Baugeschichtlich und sozialgeschichtlich von Bedeutung, Kreuzstrebenumgebinde und Doppelstubenhaus | 09271591 |
| Direkt Bild zu diesem Denkmal hochladen | Wohnhaus (Umgebindehaus) | Am Gebirge 6 (Karte)                              | 1822                                                                                              | Baugeschichtlich und sozialgeschichtlich von Bedeutung | 09271589 |
| Direkt Bild zu diesem Denkmal hochladen | Wohnhaus (Umgebindehaus) mit Seitenflügel | Am Gebirge 8 (Karte)                              | Nach 1860                                                                                         | Baugeschichtlich, hausgeschichtlich und straßenbildprägend von Bedeutung, ständerreiches Fachwerk, schöne Eingangstür | 09271592 |
| Direkt Bild zu diesem Denkmal hochladen | Wohnhaus | Am Gebirge 9 (Karte)                              | 18. Jahrhundert                                                                                   | Ehemaliges Umgebindehaus mit Doppelstube, baugeschichtlich und hausgeschichtlich von Bedeutung | 09271594 |
| Direkt Bild zu diesem Denkmal hochladen | Wohnhaus (Umgebindehaus) | Am Gebirge 12 (Karte)                             | 18. Jahrhundert                                                                                   | Baugeschichtlich, hausgeschichtlich und straßenbildprägend von Bedeutung | 09273742 |
| Direkt Bild zu diesem Denkmal hochladen | Wohnhaus (Umgebindehaus) | Am Gebirge 14 (Karte)                             | 1. Hälfte 19. Jahrhundert                                                                         | Baugeschichtlich und hausgeschichtlich von Bedeutung | 09271593 |
| Direkt Bild zu diesem Denkmal hochladen | Wohnhaus (Umgebindehaus) | Am Gebirge 16 (Karte)                             | Ende 17. Jahrhundert                                                                              | Baugeschichtlich, sozialgeschichtlich und hausgeschichtlich von Bedeutung, Kreuzstrebenumgebinde | 09271595 |
|                                         | Wohnhaus (Umgebindehaus) | Am Gebirge 20 (Karte)                             | 18. Jahrhundert                                                                                   | Baugeschichtlich und hausgeschichtlich von Bedeutung | 09271599 |
|                                         | Wohnhaus (Umgebindehaus) | Am Gebirge 22 (Karte)                             | 18. Jahrhundert                                                                                   | Baugeschichtlich und hausgeschichtlich von Bedeutung, Doppelstubenhaus | 09271596 |
| Weitere Bilder                          | Wohnhaus (Umgebindehaus) mit jüngerem Fachwerkseitenflügel | Am Gebirge 24 (Karte)                             | Bezeichnet mit 1754 (am jüngeren Anbau)                                                           | Baugeschichtlich, hausgeschichtlich und straßenbildprägend von Bedeutung Kreuzstrebenumgebinde | 09271597 |
|                                         | Wohnhaus (Umgebindehaus) | Am Gebirge 26 (Karte)                             | Um 1780                                                                                           | Baugeschichtlich, hausgeschichtlich und sozialgeschichtlich von Bedeutung Kreuzstrebenumgebinde | 09271598 |
|                                         | Wohnhaus (Umgebindehaus) | Am Gebirge 28 (Karte)                             | 1. Hälfte 19. Jahrhundert                                                                         | Baugeschichtlich, hausgeschichtlich und straßenbildprägend von Bedeutung, Doppelstubenhaus | 09271600 |
| Direkt Bild zu diesem Denkmal hochladen | Wohnhaus (Umgebindehaus) | Am Gebirge 30 (Karte)                             | 1. Hälfte 19. Jahrhundert                                                                         | Baugeschichtlich und hausgeschichtlich von Bedeutung, Kreuzstrebenumgebinde | 09271601 |
| Direkt Bild zu diesem Denkmal hochladen | Wohnhaus (Umgebindehaus) | Am Hang 2 (Karte)                                 | 1814                                                                                              | Baugeschichtlich und sozialgeschichtlich von Bedeutung | 09273743 |
| Direkt Bild zu diesem Denkmal hochladen | Wohnhaus (Färbehäusl) | Am Hang 3 (Karte)                                 | Mitte 19. Jahrhundert                                                                             | Fachwerk, ortsgeschichtlich und sozialgeschichtlich von Bedeutung | 09273744 |
| Direkt Bild zu diesem Denkmal hochladen | Wohnhaus (Umgebindehaus) | BHG-Berg 1 (Karte)                                | Nach 1700                                                                                         | Baugeschichtlich und sozialgeschichtlich von Bedeutung | 09271603 |
| Direkt Bild zu diesem Denkmal hochladen | Wohnhaus (Umgebindehaus) und benachbartes kleines Wirtschaftsgebäude | BHG-Berg 2 (Karte)                                | 1809 (nach Schöppenbüchern)                                                                       | Fachwerk, baugeschichtlich, hausgeschichtlich und wirtschaftsgeschichtlich von Bedeutung, das Wohnhaus ein Doppelstubenhaus | 09271602 |
| Direkt Bild zu diesem Denkmal hochladen | Wegesäule | Dorfstraße 2 (neben), Ecke Schlegler Feld (Karte) | Um 1910                                                                                           | Verkehrsgeschichtlich von Bedeutung | 09271650 |
| Weitere Bilder                          | Matthäuskirche und Kirchhof Dittelsdorf (Sachgesamtheit) | Dorfstraße 3 (Karte)                              | Kirche 1850 geweiht                                                                               | Sachgesamtheit Matthäuskirche und Kirchhof Dittelsdorf, mit folgenden Einzeldenkmalen: Kirche, Leichenhäusel, Obelisk für die Gefallenen des Deutsch-Französischen Krieges, VVN-Denkmal, neun Grabmale und zwei Grufthäuser (Einzeldenkmal 09273747) sowie folgenden Sachgesamtheitsteilen: Kirchhof (gärtnerisch gestaltet, Gartendenkmal) mit Umfassungsmauer und allen Eingängen; baugeschichtlich, künstlerisch, kunstgeschichtlich, ortsbildprägend und ortsgeschichtlich von Bedeutung, der Kirchenbau im Rundbogenstil nach Plänen von Carl August Schramm (Zittau) | 09301420 |
| Weitere Bilder                          | Kirche, Leichenhäusel, Obelisk für die Gefallenen des Deutsch-Französischen Krieges, VVN-Denkmal, neun Grabmale und zwei Grufthäuser (Einzeldenkmale zu ID-Nr. 09301420) | Dorfstraße 3 (Karte)                              | Kirche 1850 geweiht                                                                               | Einzeldenkmale der Sachgesamtheit Matthäuskirche und Kirchhof Dittelsdorf; baugeschichtlich, künstlerisch, kunstgeschichtlich, ortsbildprägend und ortsgeschichtlich von Bedeutung, der Kirchenbau im Rundbogenstil nach Plänen von Carl August Schramm (Zittau) | 09273747 |
| Direkt Bild zu diesem Denkmal hochladen | Wohnstallhaus, Seitengebäude, Stall und Scheune eines Vierseithofes | Dorfstraße 4 (Karte)                              | Um 1860                                                                                           | Baugeschichtlich und sozialgeschichtlich von Bedeutung, Bauernhof (in Massivbauweise) in seltener Geschlossenheit | 09273745 |
| Direkt Bild zu diesem Denkmal hochladen | Wohnstallhaus (Umgebindehaus) und Scheune eines ehemaligen Zweiseithofes                                                                                                 | Dorfstraße 8 (Karte)                              | Mitte 19. Jahrhundert                                                                             | Baugeschichtlich, hausgeschichtlich und wirtschaftsgeschichtlich von Bedeutung, das Wohnhaus mit schönem Portal, die Scheune mit altertümlicher Fachwerkkonstruktion (Ständerbau mit Kreuzstreben) | 09273746 |
| Direkt Bild zu diesem Denkmal hochladen | Gasthof, jetzt Wohnhaus | Dorfstraße 10 (Karte)                             | 18. Jahrhundert                                                                                   | Fachwerk, ortsgeschichtlich und hausgeschichtlich von Bedeutung, vermutlich ehemals ein Umgebindehaus (Kreuzstrebenumgebinde) | 09273748 |
| Direkt Bild zu diesem Denkmal hochladen | Wohnhaus (Umgebindehaus) | Dorfstraße 11 (Karte)                             | 18. Jahrhundert                                                                                   | Baugeschichtlich, hausgeschichtlich und sozialgeschichtlich von Bedeutung, Doppelstubenhaus | 09273750 |
| Direkt Bild zu diesem Denkmal hochladen | Wohnhaus (Umgebindehaus) | Dorfstraße 12 (Karte)                             | 18. Jahrhundert                                                                                   | Baugeschichtlich und hausgeschichtlich von Bedeutung, Doppelstubenhaus | 09273749 |
| Direkt Bild zu diesem Denkmal hochladen | Wohnhaus | Dorfstraße 16 (Karte)                             | 1876                                                                                              | Baugeschichtlich von Bedeutung | 09273752 |
| Direkt Bild zu diesem Denkmal hochladen | Wohnhaus (Umgebindehaus) mit Seitenflügel | Dorfstraße 18 (Karte)                             | Um 1800                                                                                           | Baugeschichtlich, hausgeschichtlich und sozialgeschichtlich von Bedeutung, ortsbildprägender Fachwerkbau, ehemalige Faktorei | 09273753 |
| Direkt Bild zu diesem Denkmal hochladen | Wohnhaus (Umgebindehaus) | Dorfstraße 20 (Karte)                             | 1798                                                                                              | Baugeschichtlich, hausgeschichtlich und sozialgeschichtlich von Bedeutung, Kreuzstrebenumgebinde | 09273755 |
| Direkt Bild zu diesem Denkmal hochladen | Wohnhaus (Umgebindehaus) | Dorfstraße 21 (Karte)                             | 1798                                                                                              | Baugeschichtlich, hausgeschichtlich und sozialgeschichtlich von Bedeutung, Kreuzstrebenumgebinde | 09273756 |
| Direkt Bild zu diesem Denkmal hochladen | Wohnhaus (Umgebindehaus) | Dorfstraße 22 (Karte)                             | 1660 Dendro (Wohnhaus); 1759 Dendro (zugewandte Stube); 1789 Dendro (abgewandte Hausverlängerung) | Baugeschichtlich, hausgeschichtlich und sozialgeschichtlich von Bedeutung, Doppelstubenhaus | 09273757 |
| Direkt Bild zu diesem Denkmal hochladen | Bauernhaus (Umgebindehaus) | Dr.-Rudolf-Friedrichs-Straße 4 (Karte)            | Um 1730                                                                                           | Baugeschichtlich, sozialgeschichtlich und hausgeschichtlich von Bedeutung, Kreuzstrebenumgebinde | 09271605 |
|                                         | Wohnhaus (Umgebindehaus) | Hirschfelder Straße 2 (Karte)                     | 1801 (nach Schöppenbüchern)                                                                       | Hausgeschichtlich von Bedeutung | 09271613 |
|                                         | Pfarrhaus mit Seitenflügel und Pfarrgarten | Hirschfelder Straße 5 (Karte)                     | Um 1850                                                                                           | Mit Fachwerk-Obergeschoss, baugeschichtlich und ortsgeschichtlich von Bedeutung | 09271614 |
| Direkt Bild zu diesem Denkmal hochladen | Wohnhaus (ehemals Umgebindehaus) | Hirschfelder Straße 10 (Karte)                    | 1798                                                                                              | Fachwerk, baugeschichtlich und straßenbildprägend von Bedeutung | 09271619 |
| Weitere Bilder                          | Wohnhaus (Umgebindehaus) | Hirschfelder Straße 11 (Karte)                    | 1797                                                                                              | Baugeschichtlich, hausgeschichtlich und straßenbildprägend von Bedeutung, Doppelstubenhaus | 09271615 |
| Direkt Bild zu diesem Denkmal hochladen | Wohnhaus (Umgebindehaus) | Hirschfelder Straße 12 (Karte)                    | Im Kern Mitte 17. Jahrhundert                                                                     | Baugeschichtlich, sozialgeschichtlich, hausgeschichtlich und straßenbildprägend von Bedeutung, Kreuzstrebenumgebinde | 09271624 |
|                                         | Schule | Hirschfelder Straße 13 (Karte)                    | 1910                                                                                              | Baugeschichtlich und ortsgeschichtlich von Bedeutung | 09271616 |
| Weitere Bilder                          | Wohnhaus (Umgebindehaus) | Hirschfelder Straße 15 (Karte)                    | Um 1872                                                                                           | Baugeschichtlich, sozialgeschichtlich, hausgeschichtlich und straßenbildprägend von Bedeutung, ehemaliger Bauernhof, Umgebinde mit profilierten Säulen | 09271617 |
| Weitere Bilder                          | Wohnhaus (Umgebindehaus) | Hirschfelder Straße 17 (Karte)                    | Um 1855                                                                                           | Baugeschichtlich, hausgeschichtlich, sozialgeschichtlich und straßenbildprägend von Bedeutung, ehemals Auszugshaus zu Nr. 15, Kreuzstrebenumgebinde | 09271618 |
| Weitere Bilder                          | Wohnhaus (Umgebindehaus) | Hirschfelder Straße 19 (Karte)                    | Ende 18. Jahrhundert                                                                              | Baugeschichtlich und hausgeschichtlich von Bedeutung, Doppelstubenhaus | 09271620 |
| Weitere Bilder                          | Wohnhaus (Umgebindehaus) | Hirschfelder Straße 29 (Karte)                    | 1796                                                                                              | Baugeschichtlich, hausgeschichtlich und straßenbildprägend von Bedeutung, Doppelstubenhaus | 09271623 |
| Direkt Bild zu diesem Denkmal hochladen | Wohnhaus (Umgebindehaus), heute Heimatmuseum | Hirschfelder Straße 31 (Karte)                    | Mitte 18. Jahrhundert                                                                             | Hausgeschichtlich und straßenbildprägend von Bedeutung, strebenreiches Fachwerk | 09271625 |
| Weitere Bilder                          | Wohnhaus (ehemals Umgebindehaus) | Honiggasse 1 (Karte)                              | 1801                                                                                              | Fachwerk, baugeschichtlich, hausgeschichtlich und sozialgeschichtlich von Bedeutung, Kreuzstrebenfachwerk | 09273760 |
| Direkt Bild zu diesem Denkmal hochladen | Wohnhaus (Umgebindehaus) | Honiggasse 2 (Karte)                              | Um 1880                                                                                           | Baugeschichtlich, hausgeschichtlich und straßenbildprägend von Bedeutung, Fachwerk verbrettert | 09273761 |
| Direkt Bild zu diesem Denkmal hochladen | Wohnhaus (Umgebindehaus) mit Seitenflügel | Honiggasse 5 (Karte)                              | 1788                                                                                              | Baugeschichtlich, hausgeschichtlich und straßenbildprägend von Bedeutung, strebenreiches Fachwerk | 09273762 |
| Direkt Bild zu diesem Denkmal hochladen | Wohnhaus (Umgebindehaus) | Honiggasse 6 (Karte)                              | Um 1790                                                                                           | Baugeschichtlich und hausgeschichtlich von Bedeutung, Fachwerk verbrettert | 09273763 |
| Direkt Bild zu diesem Denkmal hochladen | Wohnhaus (Umgebindehaus) mit Anbau | Honiggasse 7 (Karte)                              | 1787                                                                                              | Baugeschichtlich, hausgeschichtlich und straßenbildprägend von Bedeutung, Fachwerk verbrettert | 09273764 |
| Direkt Bild zu diesem Denkmal hochladen | Wohnhaus (Umgebindehaus) | Honiggasse 11 (Karte)                             | 1838                                                                                              | Baugeschichtlich, hausgeschichtlich und straßenbildprägend von Bedeutung | 09274348 |
| Direkt Bild zu diesem Denkmal hochladen | Wohnhaus (Umgebindehaus) | Honiggasse 12 (Karte)                             | Mitte 19. Jahrhundert                                                                             | Baugeschichtlich, hausgeschichtlich und straßenbildprägend von Bedeutung | 09274413 |
|                                         | Wohnhaus (Umgebindehaus) | Im Winkel 1 (Karte)                               | 1. Hälfte 18. Jahrhundert                                                                         | Baugeschichtlich, hausgeschichtlich und straßenbildprägend von Bedeutung, Kreuzstrebenumgebinde und Doppelstubenhaus | 09271612 |
|                                         | Wohnhaus (Umgebindehaus) | Im Winkel 2 (Karte)                               | Um 1800                                                                                           | Baugeschichtlich, hausgeschichtlich und straßenbildprägend von Bedeutung, strebenreiches Fachwerk zum Teil verbrettert, Doppelstubenhaus | 09271611 |
| Direkt Bild zu diesem Denkmal hochladen | Wohnhaus (Umgebindehaus) | Im Winkel 3 (Karte)                               | Bezeichnet mit 1796                                                                               | Baugeschichtlich, hausgeschichtlich und sozialgeschichtlich von Bedeutung, ehemals Faktorei, Umgebinde mit profilierten Säulen | 09271610 |
| Direkt Bild zu diesem Denkmal hochladen | Wohnhaus (Umgebindehaus) | Im Winkel 4 (Karte)                               | 1796                                                                                              | Baugeschichtlich, hausgeschichtlich und straßenbildprägend von Bedeutung, Kreuzstrebenumgebinde und Doppelstubenhaus | 09271609 |
| Direkt Bild zu diesem Denkmal hochladen | Wohnhaus (Umgebindehaus) | Im Winkel 5 (Karte)                               | 18. Jahrhundert                                                                                   | Baugeschichtlich und hausgeschichtlich von Bedeutung, Kreuzstrebenumgebinde | 09271607 |
| Direkt Bild zu diesem Denkmal hochladen | Wohnhaus (Umgebindehaus) | Im Winkel 6 (Karte)                               | 1. Hälfte 18. Jahrhundert                                                                         | Baugeschichtlich und hausgeschichtlich von Bedeutung, Fachwerk verbrettert, Doppelstubenhaus | 09271608 |
| Direkt Bild zu diesem Denkmal hochladen | Wohnhaus (Umgebindehaus) | Im Winkel 8 (Karte)                               | Um 1850                                                                                           | Baugeschichtlich und hausgeschichtlich von Bedeutung | 09271606 |
| Direkt Bild zu diesem Denkmal hochladen | Wohnhaus (Umgebindehaus) | Klostergasse 4 (Karte)                            | 18. Jahrhundert                                                                                   | Baugeschichtlich und hausgeschichtlich von Bedeutung, Doppelstubenhaus | 09271639 |
| Direkt Bild zu diesem Denkmal hochladen | Wohnhaus (Umgebindehaus) | Klostergasse 5 (Karte)                            | Ende 17. Jahrhundert                                                                              | Baugeschichtlich, straßenbildprägend und hausgeschichtlich von Bedeutung, Kreuzstrebenumgebinde und Doppelstubenhaus | 09271643 |
| Direkt Bild zu diesem Denkmal hochladen | Wohnhaus (Umgebindehaus) | Klostergasse 6 (Karte)                            | 18. Jahrhundert, vermutlich älterer Kern                                                          | Baugeschichtlich und hausgeschichtlich von Bedeutung | 09271642 |
| Direkt Bild zu diesem Denkmal hochladen | Wohnhaus (Umgebindehaus) | Klostergasse 7 (Karte)                            | 18. Jahrhundert                                                                                   | Baugeschichtlich und hausgeschichtlich von Bedeutung | 09271644 |
| Direkt Bild zu diesem Denkmal hochladen | Wohnhaus (Umgebindehaus) | Klostergasse 9 (Karte)                            | Wohl 1699                                                                                         | Baugeschichtlich, sozialgeschichtlich und hausgeschichtlich von Bedeutung, Fachwerk verbrettert | 09271645 |
| Direkt Bild zu diesem Denkmal hochladen | Wohnhaus (massiv) eines Vierseithofes (ein Grundstück mit Schmiedegasse 2)                                                                                               | Kretschamweg 1 (Karte)                            | Bezeichnet mit 1838                                                                               | Baugeschichtlich, sozialgeschichtlich, ortsbildprägend und hausgeschichtlich von Bedeutung, die Scheune mit Kreuzstreben | 09274414 |
| Direkt Bild zu diesem Denkmal hochladen | Bauernhaus (Umgebindehaus) | Kretschamweg 2 (Karte)                            | Wohl 1802                                                                                         | Baugeschichtlich, sozialgeschichtlich, ortsbildprägend und hausgeschichtlich von Bedeutung, Kreuzstrebenumgebinde | 09274415 |
| Weitere Bilder                          | Wohnhaus (Umgebindehaus) | Neue Gasse 3 (Karte)                              | In der Kartusche bezeichnet mit 1788                                                              | Baugeschichtlich, ortsbildprägend und ortsgeschichtlich von Bedeutung, ehemals Gasthof | 09274416 |
| Direkt Bild zu diesem Denkmal hochladen | Wohnhaus (Umgebindehaus) und Seitengebäude (Fachwerk) | Neue Gasse 9 (Karte)                              | 1824                                                                                              | Baugeschichtlich, straßenbildprägend und hausgeschichtlich von Bedeutung | 09274417 |
| Direkt Bild zu diesem Denkmal hochladen | Wohnhaus (Umgebindehaus) | Neue Gasse 11 (Karte)                             | Vor 1703                                                                                          | Baugeschichtlich, sozialgeschichtlich und hausgeschichtlich von Bedeutung, Kreuzstrebenumgebinde | 09274418 |
| Direkt Bild zu diesem Denkmal hochladen | Wohnhaus (Umgebindehaus) | Neue Gasse 13 (Karte)                             | 18. Jahrhundert                                                                                   | Baugeschichtlich und hausgeschichtlich von Bedeutung, Kreuzstrebenumgebinde | 09274419 |
| Weitere Bilder                          | Wohnhaus (Umgebindehaus) | Neue Gasse 14 (Karte)                             | Um 1830                                                                                           | Baugeschichtlich und hausgeschichtlich von Bedeutung, Kreuzstrebenumgebinde und Doppelstubenhaus | 09271580 |
| Direkt Bild zu diesem Denkmal hochladen | Wohnhaus (Umgebindehaus) | Neue Gasse 15 (Karte)                             | Um 1830                                                                                           | Baugeschichtlich und hausgeschichtlich von Bedeutung | 09274420 |
| Weitere Bilder                          | Wohnhaus (Umgebindehaus) | Neue Gasse 16 (Karte)                             | 1816                                                                                              | Baugeschichtlich, straßenbildprägend und hausgeschichtlich von Bedeutung | 09271583 |
| Direkt Bild zu diesem Denkmal hochladen | Wohnhaus (Umgebindehaus) | Neue Gasse 17 (Karte)                             | Um 1860                                                                                           | Baugeschichtlich und hausgeschichtlich von Bedeutung | 09274421 |
| Direkt Bild zu diesem Denkmal hochladen | Wohnhaus (Umgebindehaus) mit Seitenflügel | Neue Gasse 18 (Karte)                             | Ende 18. Jahrhundert, später überformt                                                            | Straßenbildprägend und hausgeschichtlich von Bedeutung, Bäckerei | 09271584 |
| Weitere Bilder                          | Wohnhaus (Umgebindehaus) | Neue Gasse 19 (Karte)                             | 18. Jahrhundert                                                                                   | Baugeschichtlich und hausgeschichtlich von Bedeutung, Kreuzstrebenumgebinde | 09274422 |
| Weitere Bilder                          | Wohnhaus | Neue Gasse 20 (Karte)                             | Ende 18. Jahrhundert                                                                              | Fachwerk, baugeschichtlich, straßenbildprägend und hausgeschichtlich von Bedeutung, Kreuzstrebenfachwerk | 09271585 |
|                                         | Wohnhaus (Umgebindehaus) | Neue Gasse 21 (Karte)                             | 1779                                                                                              | Baugeschichtlich, straßenbildprägend und hausgeschichtlich von Bedeutung, Kreuzstrebenumgebinde und Doppelstubenhaus | 09274423 |
| Direkt Bild zu diesem Denkmal hochladen | Wohnhaus (Umgebindehaus) | Neue Gasse 23 (Karte)                             | 1872                                                                                              | Baugeschichtlich, sozialgeschichtlich und hausgeschichtlich von Bedeutung | 09271579 |
| Weitere Bilder                          | Wohnhaus (Umgebindehaus) | Neue Gasse 25 (Karte)                             | 1789                                                                                              | Baugeschichtlich und hausgeschichtlich von Bedeutung | 09274424 |
| Direkt Bild zu diesem Denkmal hochladen | Wohnhaus | Neue Gasse 27 (Karte)                             | Vermutlich 18. Jahrhundert                                                                        | Fachwerk, baugeschichtlich von Bedeutung | 09271581 |
| Direkt Bild zu diesem Denkmal hochladen | Wohnhaus (Umgebindehaus) | Neue Gasse 29 (Karte)                             | 1829                                                                                              | Baugeschichtlich, straßenbildprägend und hausgeschichtlich von Bedeutung | 09271582 |
| Direkt Bild zu diesem Denkmal hochladen | Wohnhaus (Umgebindehaus) | Rosengasse 1 (Karte)                              | Im Kern 18. Jahrhundert                                                                           | Baugeschichtlich von Bedeutung | 09274425 |
| Direkt Bild zu diesem Denkmal hochladen | Wohnhaus (Umgebindehaus) | Rosengasse 2 (Karte)                              | Um 1800                                                                                           | Baugeschichtlich, straßenbildprägend und hausgeschichtlich von Bedeutung, Doppelstubenhaus | 09274426 |
| Direkt Bild zu diesem Denkmal hochladen | Wohnhaus (Fachwerk) eines ehemaligen Bauernhofes | Schlegler Feld 8 (Karte)                          | 1. Hälfte 19. Jahrhundert                                                                         | Fachwerk, baugeschichtlich, hausgeschichtlich und straßenbildprägend von Bedeutung | 09271649 |
| Direkt Bild zu diesem Denkmal hochladen | Wohnhaus (Umgebindehaus) | Schlegler Feld 11 (Karte)                         | 18. Jahrhundert                                                                                   | Baugeschichtlich, sozialgeschichtlich, hausgeschichtlich und straßenbildprägend von Bedeutung, Kreuzstrebenumgebinde | 09271638 |
| Direkt Bild zu diesem Denkmal hochladen | Wohnhaus, Scheune und Seitengebäude eines Bauernhofes (Vierseithof) | Schlegler Feld 14 (Karte)                         | 1756 (Seitengebäude); 1791 (Bauernhaus); 1878 (Scheune)                                           | Baugeschichtlich, wirtschaftsgeschichtlich und sozialgeschichtlich von Bedeutung | 09271648 |
| Direkt Bild zu diesem Denkmal hochladen | Seitengebäude eines Bauernhofes | Schlegler Feld 15 (Karte)                         | 18. Jahrhundert                                                                                   | Ehemals Ausgedingehaus mit Scheune, Fachwerkbau, baugeschichtlich und wirtschaftsgeschichtlich von Bedeutung | 09271637 |
| Direkt Bild zu diesem Denkmal hochladen | Wohnhaus (Umgebindehaus) | Schlegler Feld 16 (Karte)                         | 1. Hälfte 19. Jahrhundert                                                                         | Baugeschichtlich, hausgeschichtlich und sozialgeschichtlich von Bedeutung, Fachwerk verbrettert | 09271647 |
| Direkt Bild zu diesem Denkmal hochladen | Wohnstallhaus, Scheune und Stallgebäude eines Bauernhofes (Dreiseithof) mit Hofmauer und Teich                                                                           | Schlegler Feld 19 (Karte)                         | Um 1845                                                                                           | Baugeschichtlich, wirtschaftsgeschichtlich und sozialgeschichtlich von Bedeutung | 09271636 |
| Direkt Bild zu diesem Denkmal hochladen | Wohnhaus (Umgebindehaus) | Schlegler Feld 20 (Karte)                         | Ende 17. Jahrhundert                                                                              | Baugeschichtlich, hausgeschichtlich, straßenbildprägend und sozialgeschichtlich von Bedeutung | 09271640 |
| Direkt Bild zu diesem Denkmal hochladen | Wohnstallhaus (Umgebindehaus) und Scheune | Schlegler Feld 22 (Karte)                         | Im Kern 1681, Umbau 1736 (Wohnstallhaus); 18. Jahrhundert (Scheune)                               | Baugeschichtlich, wirtschaftsgeschichtlich und sozialgeschichtlich von Bedeutung, beide mit Kreuzstrebenfachwerk | 09271641 |
| Direkt Bild zu diesem Denkmal hochladen | Wohnhaus (Umgebindehaus) | Schlegler Feld 32 (Karte)                         | Mitte 18. Jahrhundert                                                                             | Baugeschichtlich, straßenbildprägend und hausgeschichtlich von Bedeutung, Fachwerk verbrettert | 09271635 |
| Direkt Bild zu diesem Denkmal hochladen | Seitengebäude eines Bauernhofes (Vierseithof) | Schlegler Feld 36 (Karte)                         | 18. Jahrhundert                                                                                   | Baugeschichtlich und wirtschaftsgeschichtlich von Bedeutung, mit Laubengang (Oberlaube) | 09271627 |
| Direkt Bild zu diesem Denkmal hochladen | Wohnhaus (ehemaliges Umgebindehaus) | Schlossergasse 2 (Karte)                          | 18. Jahrhundert                                                                                   | Fachwerk, hausgeschichtlich und straßenbildprägend von Bedeutung | 09274427 |
| Direkt Bild zu diesem Denkmal hochladen | Wohnhaus (Umgebindehaus) | Schlossergasse 6 (Karte)                          | 18. Jahrhundert                                                                                   | Baugeschichtlich, hausgeschichtlich und sozialgeschichtlich von Bedeutung, Kreuzstrebenumgebinde und Doppelstubenhaus | 09274429 |
| Weitere Bilder                          | Schmiede | Schmiedegasse 1 (Karte)                           | Um 1790                                                                                           | Fachwerkgebäude, baugeschichtlich, straßenbildprägend und ortsgeschichtlich von Bedeutung | 09274430 |
| Direkt Bild zu diesem Denkmal hochladen | Wohnstallhaus (Umgebindehaus) und Scheune (Fachwerk) eines Vierseithofes (ein Grundstück mit Kretschamweg 1)                                                             | Schmiedegasse 2 (Karte)                           | Bezeichnet mit 1798 (Wohnstallhaus); vermutlich 1798 (Scheune)                                    | Baugeschichtlich, sozialgeschichtlich, ortsbildprägend und hausgeschichtlich von Bedeutung, die Scheune mit Kreuzstreben | 09274431 |
| Direkt Bild zu diesem Denkmal hochladen | Wohnhaus (ehemaliges Umgebindehaus) | Schmiedegasse 3 (Karte)                           | Anfang 18. Jahrhundert                                                                            | Fachwerk, baugeschichtlich und hausgeschichtlich von Bedeutung, Kreuzstrebengefüge | 09274432 |
| Direkt Bild zu diesem Denkmal hochladen | Wohnhaus (ehemaliges Umgebindehaus) | Schmiedegasse 4 (Karte)                           | 18. Jahrhundert                                                                                   | Fachwerk, baugeschichtlich und hausgeschichtlich von Bedeutung, Kreuzstrebengefüge | 09274433 |
| Weitere Bilder                          | Wohnhaus (Umgebindehaus) | Schulberg 3 (Karte)                               | Bezeichnet mit 1732                                                                               | Baugeschichtlich und hausgeschichtlich von Bedeutung, Doppelstubenhaus, Fachwerk verbrettert | 09271626 |
| Direkt Bild zu diesem Denkmal hochladen | Wohnhaus (Umgebindehaus) | Viebig 2 (Karte)                                  | Um 1850                                                                                           | Baugeschichtlich und hausgeschichtlich von Bedeutung | 09271651 |
| Direkt Bild zu diesem Denkmal hochladen | Wohnhaus (Umgebindehaus) | Viebig 5 (Karte)                                  | 1803                                                                                              | Baugeschichtlich und hausgeschichtlich von Bedeutung, Doppelstubenhaus und strebenreiches Fachwerk | 09271652 |
| Direkt Bild zu diesem Denkmal hochladen | Wohnhaus (Umgebindehaus) | Viebig 7 (Karte)                                  | 18. Jahrhundert                                                                                   | Baugeschichtlich und hausgeschichtlich von Bedeutung, Kreuzstrebenumgebinde | 09271653 |
| Direkt Bild zu diesem Denkmal hochladen | Wohnhaus | Viebig 8 (Karte)                                  | 1824                                                                                              | Fachwerk, baugeschichtlich und straßenbildprägend von Bedeutung | 09271666 |
| Direkt Bild zu diesem Denkmal hochladen | Wohnhaus (ehemaliges Umgebindehaus) | Viebig 9 (Karte)                                  | Ende 18. Jahrhundert                                                                              | Fachwerk, baugeschichtlich und hausgeschichtlich von Bedeutung | 09271654 |
| Direkt Bild zu diesem Denkmal hochladen | Wohnhaus (Umgebindehaus) | Viebig 11 (Karte)                                 | Um 1800                                                                                           | Baugeschichtlich, straßenbildprägend und hausgeschichtlich von Bedeutung | 09271655 |
| Direkt Bild zu diesem Denkmal hochladen | Wohnhaus (Umgebindehaus) | Viebig 12 (Karte)                                 | 1. Hälfte 19. Jahrhundert                                                                         | Baugeschichtlich und hausgeschichtlich von Bedeutung | 09271664 |
| Direkt Bild zu diesem Denkmal hochladen | Wohnhaus (Umgebindehaus) | Viebig 14 (Karte)                                 | 1824                                                                                              | Baugeschichtlich, straßenbildprägend und hausgeschichtlich von Bedeutung, Doppelstubenhaus | 09271663 |
| Direkt Bild zu diesem Denkmal hochladen | Wohnhaus | Viebig 15 (Karte)                                 | 1. Hälfte 19. Jahrhundert                                                                         | Fachwerk mit Umgebinderesten, baugeschichtlich, straßenbildprägend und hausgeschichtlich von Bedeutung | 09271656 |
| Direkt Bild zu diesem Denkmal hochladen | Wohnhaus (Umgebindehaus) | Viebig 16 (Karte)                                 | 1826                                                                                              | Baugeschichtlich und hausgeschichtlich von Bedeutung, Kreuzstrebenumgebinde und Doppelstubenhaus | 09271662 |
| Direkt Bild zu diesem Denkmal hochladen | Wohnhaus (Umgebindehaus) | Viebig 18 (Karte)                                 | 1838                                                                                              | Baugeschichtlich, straßenbildprägend und hausgeschichtlich von Bedeutung, Kreuzstrebenumgebinde | 09271661 |
| Direkt Bild zu diesem Denkmal hochladen | Wohnhaus (Umgebindehaus) | Viebig 21 (Karte)                                 | 1. Hälfte 19. Jahrhundert                                                                         | Baugeschichtlich und hausgeschichtlich von Bedeutung | 09271657 |
| Direkt Bild zu diesem Denkmal hochladen | Wohnhaus (Umgebindehaus) | Viebig 23 (Karte)                                 | 1824                                                                                              | Baugeschichtlich, straßenbildprägend und hausgeschichtlich von Bedeutung, Kreuzstrebenumgebinde | 09271658 |
| Direkt Bild zu diesem Denkmal hochladen | Wohnhaus (ehemaliges Umgebindehaus) | Viebig 29 (Karte)                                 | 1840                                                                                              | Fachwerk, hausgeschichtlich von Bedeutung | 09271659 |
| Direkt Bild zu diesem Denkmal hochladen | Wohnhaus (Umgebindehaus) | Vierhäuser 8 (Karte)                              | Mitte 18. Jahrhundert                                                                             | Baugeschichtlich und hausgeschichtlich von Bedeutung, Kreuzstrebenumgebinde | 09271633 |
| Direkt Bild zu diesem Denkmal hochladen | Wohnhaus (Umgebindehaus) | Weberberg 1 (Karte)                               | Um 1800                                                                                           | Baugeschichtlich und hausgeschichtlich von Bedeutung | 09274434 |
| Direkt Bild zu diesem Denkmal hochladen | Wohnhaus | Weberberg 3 (Karte)                               | Um 1800                                                                                           | Fachwerk, baugeschichtlich und straßenbildprägend von Bedeutung | 09274436 |
| Direkt Bild zu diesem Denkmal hochladen | Wohnhaus (Umgebindehaus) | Weberberg 4 (Karte)                               | 18. Jahrhundert                                                                                   | Baugeschichtlich, straßenbildprägend und hausgeschichtlich von Bedeutung, Kreuzstrebenumgebinde und Doppelstubenhaus | 09274437 |
| Direkt Bild zu diesem Denkmal hochladen | Wohnhaus (Umgebindehaus) | Weberberg 6 (Karte)                               | Um 1810                                                                                           | Baugeschichtlich, straßenbildprägend und hausgeschichtlich von Bedeutung, Doppelstubenhaus | 09274438 |
| Direkt Bild zu diesem Denkmal hochladen | Wohnhaus (Umgebindehaus) | Weberberg 10 (Karte)                              | 1799                                                                                              | Baugeschichtlich, straßenbildprägend und hausgeschichtlich von Bedeutung, Kreuzstrebenumgebinde | 09274439 |
| Direkt Bild zu diesem Denkmal hochladen | Wohnhaus (Umgebindehaus) | Weberberg 14 (Karte)                              | Um 1800                                                                                           | Baugeschichtlich und hausgeschichtlich von Bedeutung | 09274440 |
| Direkt Bild zu diesem Denkmal hochladen | Wohnstallhaus (Umgebindehaus) und Scheune (Fachwerk) eines Bauernhofes                                                                                                   | Wittgendorfer Feld 2 (Karte)                      | Um 1800                                                                                           | Baugeschichtlich, wirtschaftsgeschichtlich und hausgeschichtlich von Bedeutung, das Wohnhaus mit strebenreichem Fachwerk | 09271632 |
| Direkt Bild zu diesem Denkmal hochladen | Wohnstallhaus (Umgebindehaus), Seitengebäude (Fachwerk) und Scheune (Fachwerk) eines Bauernhofes (Vierseithof)                                                           | Wittgendorfer Feld 4 (Karte)                      | 1848                                                                                              | Baugeschichtlich, sozialgeschichtlich, wirtschaftsgeschichtlich und hausgeschichtlich von Bedeutung, die Wirtschaftsgebäude mit Kreuzstrebenfachwerk | 09271631 |
| Direkt Bild zu diesem Denkmal hochladen | Wohnhaus (Umgebindehaus) | Wittgendorfer Feld 5 (Karte)                      | Anfang 19. Jahrhundert                                                                            | Baugeschichtlich und hausgeschichtlich von Bedeutung, Fachwerk verbrettert | 09271630 |
| Direkt Bild zu diesem Denkmal hochladen | Wohnstallhaus (Umgebindehaus) eines ehemaligen Bauernhofes | Wittgendorfer Feld 12 (Karte)                     | Bezeichnet mit 1732                                                                               | Baugeschichtlich, sozialgeschichtlich und hausgeschichtlich von Bedeutung, Kreuzstrebenumgebinde mit geschnitzter Wellenkante (Seltenheitswert) | 09271629 |
| Direkt Bild zu diesem Denkmal hochladen | Feldscheune | Wittgendorfer Feld 18 (zu) (Karte)                | 18. Jahrhundert (im Kern vermutlich älter)                                                        | Baugeschichtlich und wirtschaftsgeschichtlich von Bedeutung, landschaftsbildprägend | 09271628 |

## Ehemalige Denkmäler
| Bild                                    | Bezeichnung              | Lage                     | Datierung       | Beschreibung | ID       |
| --------------------------------------- | ------------------------ | ------------------------ | --------------- | --- | -------- |
| Direkt Bild zu diesem Denkmal hochladen | Wohnhaus (Umgebindehaus) | Neue Gasse 8 (Karte)     | 18. Jahrhundert | Bau-, sozial- und hausgeschichtlich von Bedeutung, Fachwerk verbrettert. Zwischen 2019 und 2024 aus der Denkmalliste gestrichen.                                  | 09271586 |
| Direkt Bild zu diesem Denkmal hochladen | Wohnhaus (Umgebindehaus) | Schlossergasse 4 (Karte) | Nach 1800       | Bau- und hausgeschichtlich von Bedeutung. 2019 abgerissen. | 09274428 |
| Direkt Bild zu diesem Denkmal hochladen | Wohnhaus                 | Viebig 10 (Karte)        | 1816            | Fachwerk, baugeschichtlich, straßenbildprägend und hausgeschichtlich von Bedeutung, Kreuzstrebenfachwerk. Zwischen 2019 und 2024 aus der Denkmalliste gestrichen. | 09271665 |

## Tabellenlegende
- Bild: Bild des Kulturdenkmals, ggf. zusätzlich mit einem Link zu weiteren Fotos des Kulturdenkmals im Medienarchiv Wikimedia Commons. Wenn man auf das Kamerasymbol klickt, können Fotos zu Kulturdenkmalen aus dieser Liste hochgeladen werden:
- Bezeichnung: Denkmalgeschützte Objekte und ggf. Bauwerksname des Kulturdenkmals
- Lage: Straßenname und Hausnummer oder Flurstücknummer des Kulturdenkmals. Die Grundsortierung der Liste erfolgt nach dieser Adresse. Der Link (Karte) führt zu verschiedenen Kartendiensten mit der Position des Kulturdenkmals. Fehlt dieser Link, wurden die Koordinaten noch nicht eingetragen. Sind diese bekannt, können sie über ein Tool mit einer Kartenansicht einfach nachgetragen werden. In dieser Kartenansicht sind Kulturdenkmale ohne Koordinaten mit einem roten bzw. orangen Marker dargestellt und können durch Verschieben auf die richtige Position in der Karte mit Koordinaten versehen werden. Kulturdenkmale ohne Bild sind an einem blauen bzw. roten Marker erkennbar.
- Datierung: Baubeginn, Fertigstellung, Datum der Erstnennung oder grobe zeitliche Einordnung entsprechend des Eintrags in der sächsischen Denkmaldatenbank
- Beschreibung: Kurzcharakteristik des Kulturdenkmals entsprechend des Eintrags in der sächsischen Denkmaldatenbank, ggf. ergänzt durch die dort nur selten veröffentlichten Erfassungstexte oder zusätzliche Informationen
- ID: Vom Landesamt für Denkmalpflege Sachsen vergebene, das Kulturdenkmal eindeutig identifizierende Objekt-Nummer. Der Link führt zum PDF-Denkmaldokument des Landesamtes für Denkmalpflege Sachsen. Bei ehemaligen Kulturdenkmalen können die Objektnummern unbekannt sein und deshalb fehlen bzw. die Links von aus der Datenbank entfernten Objektnummern ins Leere führen. Ein ggf. vorhandenes Icon  führt zu den Angaben des Kulturdenkmals bei Wikidata.